# À Suzanne !
À Suzanne !, op. 60, est une mélodie de la compositrice Mel Bonis, composée en 1904.

## Composition
Mel Bonis compose À Suzanne ! en 1904, sur un poème de Cécile Guinand. L'œuvre, dédiée à Léon Brémont, est écrite pour piano et récitant. Elle est publiée en 1904 aux éditions Demets.

## Sources
Jardin, Étienne, Mel Bonis (1858-1937) parcours d'une compositrice de la Belle Époque, Actes sud, 2020 (ISBN 978-2-330-13313-9 et 2-330-13313-8, OCLC 1281868583, lire en ligne)